# Geckoella albofasciatus
Geckoella albofasciatus là một loài thằn lằn trong họ Gekkonidae. Loài này được Boulenger mô tả khoa học đầu tiên năm 1885.